# 湯沢中里スノーリゾート
湯沢中里スノーリゾート（ゆざわなかざとすのーりぞーと）は、新潟県南魚沼郡湯沢町にあるスキー場である。1959年12月開業。

## 概要

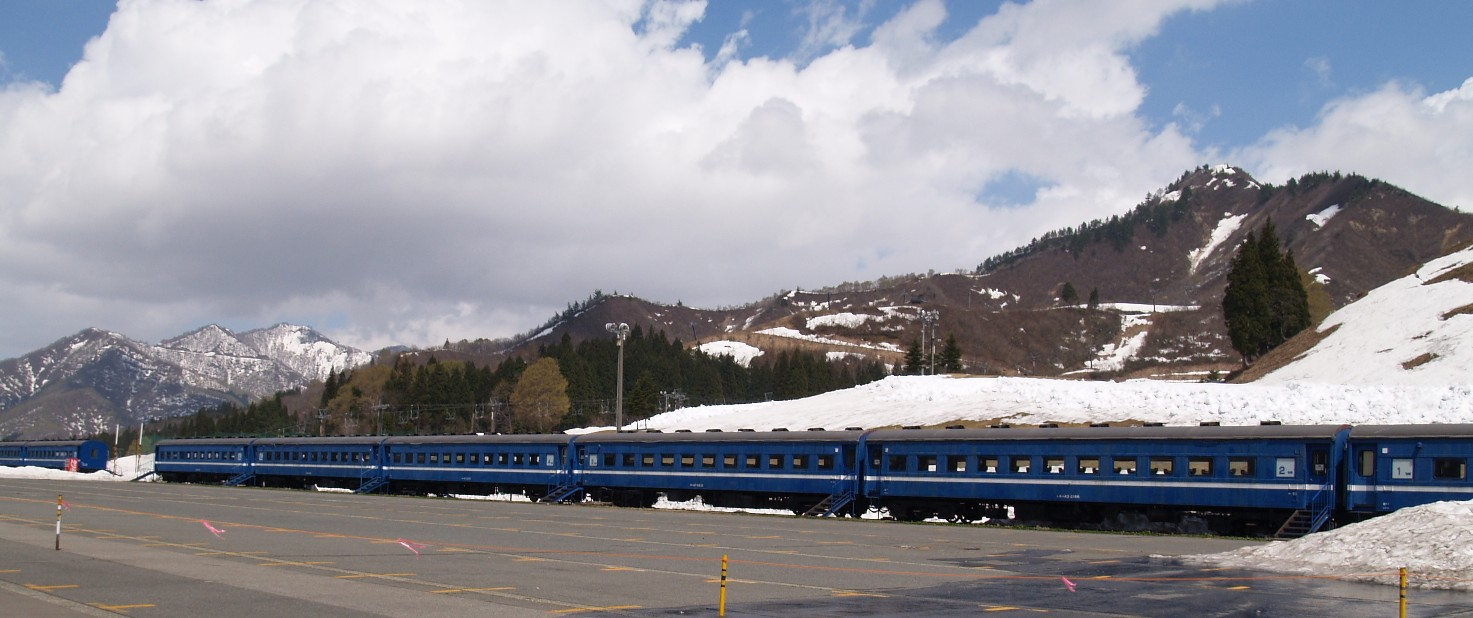
客車を利用した休憩所（2005年4月）

- 土樽村では大正の頃にスキーが導入され、村長の南雲喜之七および土樽小学校訓導の駒形作十郎を中心にスキークラブが結成されていた。1931年（昭和6年）9月1日に上越線の越後中里駅が開業すると、その年の11月10日に地元の原沢政一郎がトンネル工事の診療所を改装して売店兼食堂の営業を始めた。11月27日には青年団がシャンツェを作るなど宣伝に努めた[1]。1936年（昭和11年）発行の『日本スキー発達史』（山崎紫峰・朋文堂）には、東鉄山の家2軒、一般旅館6軒ほどと記されている[2]。
- 1956年（昭和31年）に中里スキー場開発管理委員会が生まれると、開発話が本格化し、1959年（昭和34年）12月19日に、国土計画株式会社がリフトを開業した。のちに「湯沢中里スキー場」に名称変更。
- 2004年の西武鉄道事件と、新潟県中越地震を受けたグループ再編により、コクドからリゾート関連事業を引き受けた株式会社プリンスホテルが2006年2月1日より運営していたが[3]、2006年12月7日に米国シティグループのシティグループ・プリンシパル・インベストメンツ・ジャパン株式会社に売却が決定したため、2007年3月27日（実際は3月25日）をもってプリンスホテルでの運営は終了し、ウィンターガーデン・リゾーツ株式会社が事業を行っていた。その後、2009年9月30日付けでホスピタリティパートナーズグループの株式会社スマイルスキーリゾート（本社：新潟県南魚沼郡湯沢町）が「湯沢中里スキー場」の事業を承継し、2009冬（2009-2010）シーズンから始動。
- 2017年10月よりゲレンデ名称を「湯沢中里スノーリゾート」へとリブランド。合わせて社名を株式会社スマイルリゾートに変更。
- スキー場の中心設備であるスキーセンターは1991年竣工で、上越線越後中里駅東口に直結している。
- かつて国鉄で使用されていた客車（スハ43系が中心）を利用した休憩所「ブルートレイン中里」がある。1984-1985年シーズン利用開始。
- 夏場は「湯沢中里ファミリーショートコース（旧：湯沢中里パー3コース）&ゴルフ練習場」「フォレストアドベンチャー湯沢中里」といった施設が利用可能。

## コース
| コース名             | 滑走距離 | 最大斜度 | 平均斜面 | レベル |
| -------------------- | -------- | -------- | -------- | ------ |
| ビギナーズエリア     | 150m     | 10度     | 8度      | 初級   |
| ジョイフル           | 1,500m   | 18度     | 6度      | 初級   |
| ファミリー           | 650m     | 14度     | 9度      | 初級   |
| 第3ロマンスゲレンデ  | 1,010m   | 14度     | 9度      | 初級   |
| 第5ゲレンデ          | 750m     | 18度     | 8度      | 初級   |
| 第6ゲレンデ          | 550m     | 18度     | 11度     | 初級   |
| スカイライン         | 200m     | 25度     | 19度     | 中級   |
| パラレル             | 650m     | 24度     | 12度     | 中級   |
| パノラマ             | 500m     | 25度     | 17度     | 中級   |
| ジャイアント         | 580m     | 32度     | 22度     | 上級   |
| ダイナミック         | 600m     | 32度     | 17度     | 上級   |
| トレーニングバーン   | 300m     | 32度     | 24度     | 上級   |
| チャレンジバーン     | 370m     | 32度     | 25度     | 上級   |
| エクストリームコース | 200m     | 31度     | 24度     | 上級   |

## 施設
- リフト
クワッドリフト1基、ペアリフト6基
- 中里スキーセンター
1F レンタル、更衣室　2F レストラン　3F VOLCOM STORE YUZAWA、Stone Cafe　4F スパベルク（入浴施設）
- マウンテンテラス
レンタル、更衣室、軽食
- 駐車場（950台）

## アクセス
公共交通
- JR上越線 越後中里駅から徒歩約0分
- JR上越新幹線 越後湯沢駅から無料シャトルバス約25分
このほか、エンゼルグランディア越後中里をはじめとする近隣のホテル・マンション街からも無料シャトルバスが運行される。

自動車
- 関越自動車道 湯沢ICより国道17号・県道 5km

## 関連会社
- ホスピタリティパートナーズ
- 株式会社ホスピタリティオペレーションズ
- ホスピタリティエージェント
- 株式会社ホスピタリティコミュニケーションズ
- 株式会社Aカードホテルシステム
- フェニクシスマネージメント株式会社